# Podorożna
Podorożna (ukr. Подорожня) – wieś na Ukrainie w rejonie chmielnickim należącym do obwodu winnickiego.

## Urodzeni w Podorożnej
- Jan Prusinowski – polski prawnik i pisarz, członek Stowarzyszenia Ludu Polskiego[2].

## Dwór
- parterowy dwór wybudowany w stylu empire na planie prostokąta[3], od frontu posiadał portyk z czterema klasycystycznymi kolumnami podtrzymującymi trójkątny fronton. Własność Jana Przesmyckiego[4].